# استفان باناخ
استفان باناخ ((به لهستانی: Stefan Banach)؛ زاده ۳۰ مارس ۱۸۹۲ درگذشت ۳۱ اوت ۱۹۴۵) ریاضیدان اهل لهستان بود که به‌طور کلی یکی از مهم‌ترین و تاثیرگذارترین ریاضیدانان قرن بیستم در نظر گرفته می‌شود. او بنیانگذار آنالیز تابعی مدرن بود. و یکی از اعضای اصلی مدرسه ریاضیات Lwów بود. کار اصلی او کتاب ۱۹۳۲، «Théorie des Operations Linéaires» (نظریه عملیات خطی)، اولین رساله در نظریه عمومی آنالیز تابعی بود.

## اسناد
1. 1 2  "Stefan Banach - Polish Mathematician". britannica.com.
2. ↑  Pitici 2019, p. 23.
3. ↑  Chemla, Chorla & Rabouin 2016, pp. 224, 225, 237.